# Rojas (Burgos)
Rojas ist eine historisch bedeutsame Kleinstadt und eine Gemeinde (municipio) mit 60 Einwohnern (Stand: 2024) in der nordspanischen Provinz Burgos in der Autonomen Gemeinschaft Kastilien und León. 

## Lage und Klima
Rojas liegt am Río Zorita in einer Höhe von ca. 720 m. Burgos liegt etwa 40 km in südwestlicher Richtung entfernt. Das Klima ist gemäßigt bis warm; der für spanische Verhältnisse reichliche Regen (ca. 678 mm/Jahr) fällt – mit Ausnahme der eher trockenen Sommermonate – übers Jahr verteilt.

## Bevölkerungsentwicklung
| Jahr      | 1930 | 1940 | 1950 | 1960 | 1970 | 1981 | 1991 | 2001 | 2011 | 2021 |
| Einwohner | 383  | 448  | 395  | 331  | 218  | 129  | 103  | 99   | 79   | 64   |

## Sehenswürdigkeiten
- Andreaskirche (Iglesia de San Andrés Apóstol)
- Burgruine

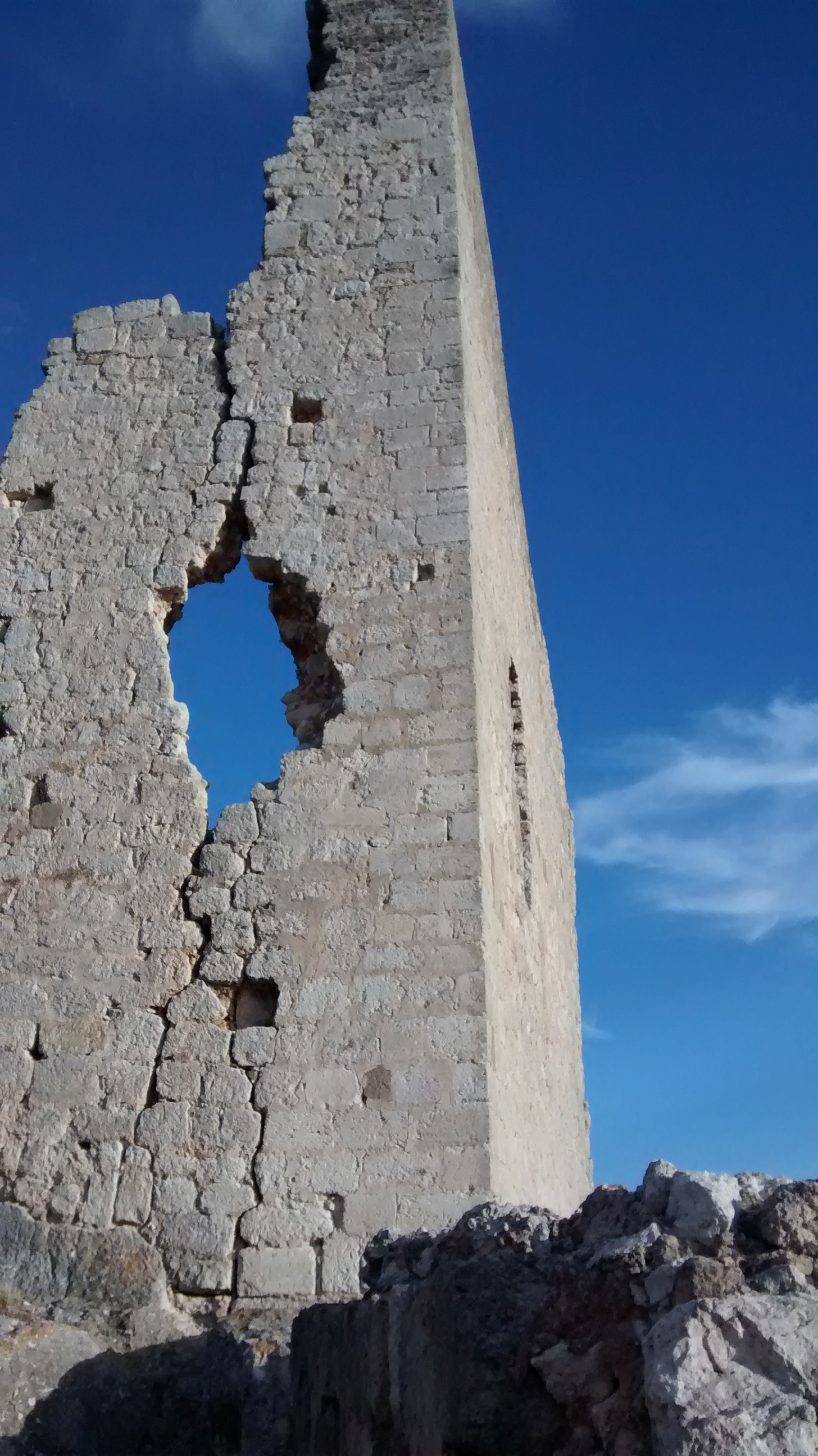
Reste der Burganlage